# Kiekinkoski
Kiekinkoski ist ein Ort in der Gemeinde Kuhmo in der Landschaft Kainuu im Osten Finnlands.

## Lage
Der Ort liegt unmittelbar an der Grenze zu Russland, circa 40 Kilometer entfernt von der nächsten Stadt Kuhmo im Nordwesten.

## Verkehr
Kiekinkoski ist durch die Route 9121 mit Kuhmo verbunden, von wo aus man weitere Schnellstraßen befahren kann. Des Weiteren verkehrt zwischen Kiekinkoski und Kuhmo täglich ein Schulbus.

## Tourismus
Kiekinkoski und die umliegenden Seen und Wälder sind bei Touristen beliebt. Die Region bietet gute Bedingungen zum Wandern, Skifahren, Angeln und Jagen. Zudem wird die Stille und Natürlichkeit der äußerst dünn besiedelten Region geschätzt.